# 금산 이치대첩지
금산 이치대첩지(錦山 梨峙大捷址)는 대한민국 충청남도 금산군 진산면 묵산리에 있는 조선시대의 이치대첩지이다. 2000년 9월 20일 충청남도의 기념물 제154호로 지정되었다.

## 개요
이치는 대둔산 중허리를 넘어 전북 완주군으로 통하는 교통의 요지이며 전략상 중요한 곳이다.
1592년 임진왜란 당시 경상도와 충청도를 휩쓸고 승승장구 하던 2만여 병력의 일본군이 호남으로 나아가 군량미를 얻고자 이곳을 넘으려 하였다. 이 때 먼저 길목을 지키고 있던 권율장군이 동복현감 황진과 1,500여명의 군사를 이끌고 결사적으로 싸워 일본군을 격퇴하였다. 이로써 전주성과 호남평야를 지킬 수 있었다. 임진왜란의 첫 승리를 장식한 이 싸움을 이치대첩 또는 이치싸움이라고 하며, 여기에 힘입어 이후 권율장군은 행주대첩과 웅치싸움을 승리로 이끌 수 있었다.

## 참고 자료
- 금산 이치대첩치 - 국가유산청 국가유산포털